# Prayurawongse
 (décembre 2014).
Le contenu est difficilement compréhensible vu les erreurs de traduction, qui sont peut-être dues à l'utilisation d'un logiciel de traduction automatique.
Chao Phraya Borom Maha Prayurawong ou Tish Bunnag (1788 - 26 avril 1855), était une figure politique de premier plan de Siam pendant le milieu du XIXe siècle comme un régent pour Mongkut royaume entier. Il a dirigé les flottes siamois dans les guerres siamois-vietnamiennes et est devenu un Somdet Chao Phraya - le titre le plus élevé de la noblesse pourrait atteindre, avec honneur égale à celle de la royauté.

## Biographie
Tish Bunnag est né en 1788 à Bunnag et Lady Nuan (qui était la reine Amarindra sœur). Son père, Bunnag, ou Chao Phraya Akkaramahasaena, était le Samuha Kalahom et Rama Ier général de confiance de [Qui ?].
Tish entra dans le palais comme l'une des pages royaux - la manière traditionnelle de la bureaucratie siamois. Dis rapidement augmenté dans les rangs et est devenu le ministre de Kromma Tha et a émergé comme un puissant noble sous le gouvernement de Rama II .
Pendant les guerres siamois-vietnamiens, en 1833 Dis conduit la flotte siamoise à imposer le blocus naval sur Saigon , mais sans parvenir à des résultats fructueux. Roi Nangklao lui a ensuite offert le titre de Chao Phraya Akka Mahasena mais il l'a refusé en disant que le Chao Phraya Akka Mahasena mort précoce. Il est ensuite devenu le Samuha Kalahom .
Somdet Chao PhrayaSomdet Chao Phraya Prayurawongse a été accordé le droit d'utiliser le sceau solaire cocher (Thai : ตรา สุริยมณฑล เทพบุตร ชัก รถ) Prayurawongse a été noté pour son rôle dans la négociation du traité Bowring . Pour le distinguer de son frère, Prayurawongse a également appelé le Grand Somdet Chao Phraya (Thaïlande : สมเด็จเจ้าพระยา องค์ ใหญ่) tandis que son frère a été appelé la Petite Somdet Chao Phraya (Thaïlande : สมเด็จเจ้าพระยา องค์ น้อย).
Ses fils notables inclus;
- Chuang Bunnag; plus tard Somdet Chao Phraya Borom Maha Sri Suriyawongse - régent de Chulalongkorn
- Kam Bunnag; plus tard Chao Phraya Thipakornwongse - le ministre de Kromma Tha
- Tuam Bunnag; plus tard Chao Phraya Panuwongse - le ministre de Kromma Tha pour Chulalongkorn et le premier ministre des Affaires étrangères du Siam
- Thet Bunnag; plus tard Chao Phraya Suraphan Phisut
- Porn Bunnag; plus tard Chao Phraya Bhasakornwongse

Prayurawongse meurt en 1855. Son fils, Kam Bunnag, réussir[Quoi ?] le Ministère de Kromma Tha .